# 한국수출입은행
한국수출입은행(韓國輸出入銀行, 영어: The Export-Import Bank of Korea, 약칭: 수은)은 1976년 설립된 공적 수출신용기관이며 기획재정부 산하 기타공공기관으로 지정되어 있다. 본행은 서울특별시 영등포구 은행로 38 (여의도동)에 위치하고 부산, 대구, 인천, 대전, 광주, 울산, 창원, 수원, 전주, 청주, 구미, 여수, 원주에 지점이 있다. 해외에는 뉴욕, 보고타, 베이징, 도쿄, 상파울루, 모스크바, 멕시코시티, 상하이, 뉴델리, 워싱턴, 파리, 두바이, 싱가포르 등에 사무소가 있다.

## 주요 업무
- 선박 플랜트 등 자본재, IT등 첨단기술 산업에 수출금융 지원
- 해외투자자금, 외국현지법인의 사업자금 및 해외자원개발 금융지원
- 개발도상국 경제개발 원조 사업에 대한 심사, 차관공여계약 체결, 자금집행 및 사후관리
- 공적개발원조(ODA) 정책방향 연구
- 유무상 지원 사업에 대한 심사, 자금집행 및 사후관리
- 북한의 조선무역은행과 함께 청산결제 전담은행 역할

## 연혁
- 1976년 7월: 한국수출입은행 설립 (법정 자본금 1,500억 원)
- 1987년 6월: 경제협력기금(EDCF) 수탁
- 1987년 12월: 법정 자본금 1조원
- 1991년 3월: 남북협력기금(IKCF) 수탁
- 1997년 12월: 연간 지원 10조원 돌파
- 1998년 9월: 법정 자본금 4조원
- 2007년 2월: 해외직접투자통계업무 전반 확대수탁
- 2009년 1월: 법정 자본금 8조원
- 2011년 7월: 금융자문·주선업무 도입
- 2012년 12월: 연간 지원 70조원 돌파
- 2014년 12월: 한국해양보증 50% 출자 및 설립
- 2017년 1월: 한국선박해양 40% 출자 및 설립

## 조직
| 한국수출입은행장 | - 감사 - 검사부 |

| 전무이사 | 상임이사 | - 윤리준법부 - 법무실 |

| - 기획부 - ESG경영부 - 여신총괄부 - 인사부 - 재무관리부 | - 혁신성장금융1부 - 혁신성장금융2부 - 혁신성장금융3부 - 혁신성장금융4부 - 투자금융부 | - 인프라금융부 - 전력에너지금융부 - 플랜트금융부 - 자원금융부 - 전대금융부 | - 중소중견금융1부 - 중소중견금융2부 - 무역금융부 |

| - 경협총괄부 - 사업협력부 - 다자사업부 | - 동아시아부 - 서아시아부 - 아프리카부 | - 남북협력총괄부 - 남북경제협력부 - 남북교류협력 | - 리스크관리부 - 기술환경심늬부 - 안전운영부 - 비상계획실 | - 해양금융단 - 해양프로젝트금융부 - 기업구조조정단 - 디지컬금융단 - 정보시스템부 - 자금시장단 - 국제투자실 - 여신심사단 - 해외경제연구소 - 경협증진부 - 경협평가부 - 비서실 - 홍보실 |

### 국내 지점 및 출장소
| - 광주지점 - 대구지점 - 대전지점 - 부산지점 - 수원지점 - 울산지점 - 인천지점 - 전주지점 - 청주지점 | - 구미출장소 - 여수출장소 - 원주출장소 | - 도쿄사무소 - 베이징사무소 - 상하이사무소 - 뉴델리사무소 - 타슈켄트사무소 - 하노이사무소 - 마닐라사무소 - 자카르타사무소 - 두바이사무소 - 모스크바사무소 - 파리사무소 - 뉴욕사무소 - 워싱턴사무소 - 멕시코시티사무소 - 상파울루사무소 - 양곤사무소 - 이스탄불사무소 - 다레살람사무소 - 아크라사무소 - 프놈펜사무소 - 콜롬보사무소 - 다카사무소 - 보고타사무소 - 아디스아바바사무소 | - 한국수출입은행 영국은행 - 한국수출입은행 인니금융회사 - 한국수출입은행 베트남리스금융회사 - 한국수출입은행 아주금융유한공사 |

## 같이 보기
- 대한민국의 금융기관 목록